# Santiago Núñez Sánchez
Santiago Núñez Sánchez (Siviglia, 21 marzo 1909 – 23 maggio 1992) è stato un calciatore e allenatore di calcio spagnolo di ruolo difensore.

## Carriera

### Giocatore
Prima della guerra civile spagnola giocò nella Segunda División spagnola con il Siviglia, il Gimnástico (antenato dell'UD Levante) e il CD Mirandilla (antenato del Cadice).
Negli anni '40, alla ripresa del campionato dopo il conflitto, fu allenatore-giocatore al Cadice e al Cordoba.

### Allenatore
Dal 1948 al 1953, durante il Protettorato spagnolo del Marocco, allenò l'Atlético Tetuán e arrivò a conquistare sul campo la promozione nella Primera División vincendo la Segunda División (gruppo sud) nel 1950-1951, ma la sua unica stagione nella massima divisione spagnola terminò all'ultimo posto.
Tra il 1955 e il 1956 ebbe un'altra esperienza in Marocco, con l'España de Tánger, militante nella Segunda División spagnola.

## Palmarès

### Club

#### Competizioni nazionali
- Segunda División spagnola: 1

Atlético Tetuán: 1950-1951